# Pentastiridius breviceps
Pentastiridius breviceps är en insektsart som först beskrevs av Kusnezov 1937.  Pentastiridius breviceps ingår i släktet Pentastiridius och familjen kilstritar. Inga underarter finns listade i Catalogue of Life.